# Horgues
Horgues est une commune française située dans le centre du département des Hautes-Pyrénées, en région Occitanie. Sur le plan historique et culturel, la commune est dans l’ancien comté de Bigorre, comté historique des Pyrénées françaises et de Gascogne.
Exposée à un climat océanique altéré, elle est drainée par l'Adour, la Gespe et par divers autres petits cours d'eau. La commune possède un patrimoine naturel remarquable : un site Natura 2000 (la « vallée de l'Adour »), un espace protégé (l'« Adour et affluents ») et trois zones naturelles d'intérêt écologique, faunistique et floristique.
Horgues est une commune urbaine qui compte 1 201 habitants en 2022, après avoir connu une forte hausse de la population depuis 1962. Elle est dans l'agglomération de Tarbes et fait partie de l'aire d'attraction de Tarbes. Ses habitants sont appelés les Horguais ou  Horguaises.

## Géographie

### Localisation
La commune de Horgues se trouve dans le département des Hautes-Pyrénées, en région Occitanie.
Elle se situe à 5 km à vol d'oiseau de Tarbes, préfecture du département, et à 3 km de Barbazan-Debat, bureau centralisateur du canton du Moyen Adour dont dépend la commune depuis 2015 pour les élections départementales.
La commune fait en outre partie du bassin de vie de Tarbes.
Les communes les plus proches sont : 
Salles-Adour (1,0 km), Momères (1,2 km), Soues (2,1 km), Laloubère (2,4 km), Odos (2,6 km), Barbazan-Debat (2,6 km), Bernac-Debat (2,9 km), Saint-Martin (3,0 km).
Sur le plan historique et culturel, Horgues fait partie de l’ancien comté de Bigorre, comté historique des Pyrénées françaises et de Gascogne créé au IXe siècle puis rattaché au domaine royal en 1302, inclus ensuite au comté de Foix en 1425 puis une nouvelle fois rattaché au royaume de France en 1607. La commune est dans le pays de Tarbes et de la Haute Bigorre.

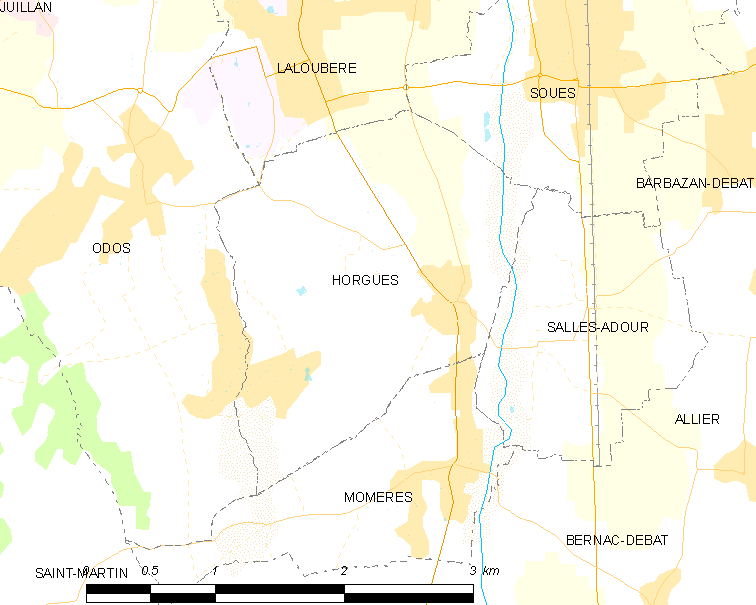
Carte de la commune de Horgues et des proches communes.

|      | Laloubère | Soues        |
| Odos | Horgues   | Salles-Adour |
|      | Momères   |              |

### Hydrographie
La commune est dans le bassin de l'Adour, au sein du bassin hydrographique Adour-Garonne. Elle est drainée par l'Adour, la Gespe, bras de la gespe et par divers petits cours d'eau, constituant un réseau hydrographique de 7 km de longueur totale,.
L'Adour, d'une longueur totale de 308,8 km, se forme dans la vallée de Campan en Haute-Bigorre de la réunion de trois torrents : l'Adour de Payolle, l'Adour de Gripp et l'Adour de Lesponne et s'écoule vers le nord. Il traverse la commune et se jette dans le golfe de Gascogne à Anglet, après avoir traversé 118 communes.

### Climat
Le climat est tempéré de type océanique, en raison de l'influence proche de l'océan Atlantique situé à peu près 150 km plus à l'ouest. La proximité des Pyrénées fait que la commune profite d'un effet de foehn, il peut aussi y neiger en hiver, même si cela reste inhabituel.
| Mois                              | jan.  | fév.  | mars  | avril | mai   | juin  | jui.  | août  | sep.  | oct.  | nov.  | déc.  | année   |
| --------------------------------- | ----- | ----- | ----- | ----- | ----- | ----- | ----- | ----- | ----- | ----- | ----- | ----- | ------- |
| Température minimale moyenne (°C) | 0,6   | 1,3   | 2,7   | 5,2   | 8,3   | 11,6  | 14,1  | 13,9  | 11,7  | 8     | 3,6   | 1,3   | 6,9     |
| Température moyenne (°C)          | 5,3   | 6,1   | 7,8   | 10    | 13,3  | 16,7  | 19,3  | 19    | 17,2  | 13,3  | 8,5   | 5,8   | 11,9    |
| Température maximale moyenne (°C) | 9,9   | 11    | 12,9  | 14,8  | 18,3  | 21,7  | 24,5  | 24    | 22,6  | 18,6  | 13,4  | 10,4  | 16,8    |
| Ensoleillement (h)                | 108,8 | 118,8 | 155,6 | 157,2 | 181,3 | 191,5 | 215,5 | 196,4 | 194,5 | 164,4 | 124,4 | 104,4 | 1 912,8 |
| Précipitations (mm)               | 112,8 | 97,5  | 100,2 | 105,7 | 113,6 | 80,7  | 57,3  | 70,3  | 71    | 85,2  | 93    | 112,1 | 1 099,4 |

### Milieux naturels et biodiversité

#### Espaces protégés
La protection réglementaire est le mode d’intervention le plus fort pour préserver des espaces naturels remarquables et leur biodiversité associée,.
Dans ce cadre, la commune fait partie.
Un  espace protégé est présent sur la commune : 
l'« Adour et affluents », objet d'un arrêté de protection de biotope, d'une superficie de 215,8 ha.

#### Réseau Natura 2000

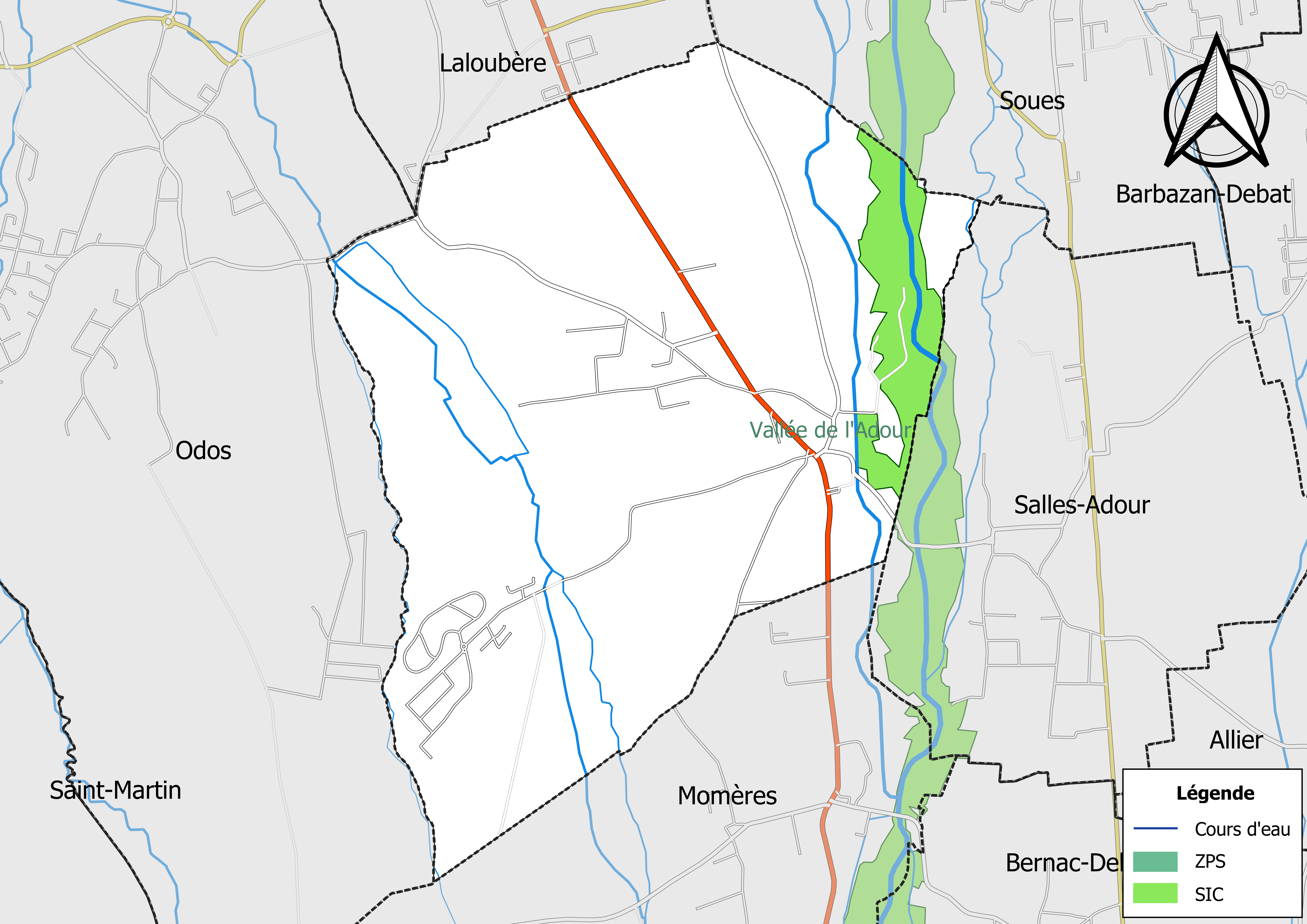
Site Natura 2000 sur le territoire communal.

Le réseau Natura 2000 est un réseau écologique européen de sites naturels d'intérêt écologique élaboré à partir des directives habitats et oiseaux, constitué de zones spéciales de conservation (ZSC) et de zones de protection spéciale (ZPS).
Un site Natura 2000 a été défini sur la commune au titre de la directive habitats : la « vallée de l'Adour », d'une superficie de 2 694 ha, un espace où les habitats terrestres et aquatiques abritent une flore et une faune remarquable et diversifiée, avec la présence de la Loutre et de la Cistude d'Europe.

#### Zones naturelles d'intérêt écologique, faunistique et floristique
L’inventaire des zones naturelles d'intérêt écologique, faunistique et floristique (ZNIEFF) a pour objectif de réaliser une couverture des zones les plus intéressantes sur le plan écologique, essentiellement dans la perspective d’améliorer la connaissance du patrimoine naturel national et de fournir aux différents décideurs un outil d’aide à la prise en compte de l’environnement dans l’aménagement du territoire.
Deux ZNIEFF de type 1 sont recensées sur la commune :
« l'Adour, de Bagnères à Barcelonne-du-Gers » (2 786 ha), couvrant 59 communes dont 18 dans le Gers, une dans les Landes et 40 dans les Hautes-Pyrénées et 
le « réseau hydrographique de l'Échez » (392 ha), couvrant 26 communes dont trois dans les Pyrénées-Atlantiques et 23 dans les Hautes-Pyrénées
et une ZNIEFF de type 2, : 
l'« Adour et milieux annexes » (3 634 ha), couvrant 60 communes dont 18 dans le Gers, une dans les Landes et 41 dans les Hautes-Pyrénées.

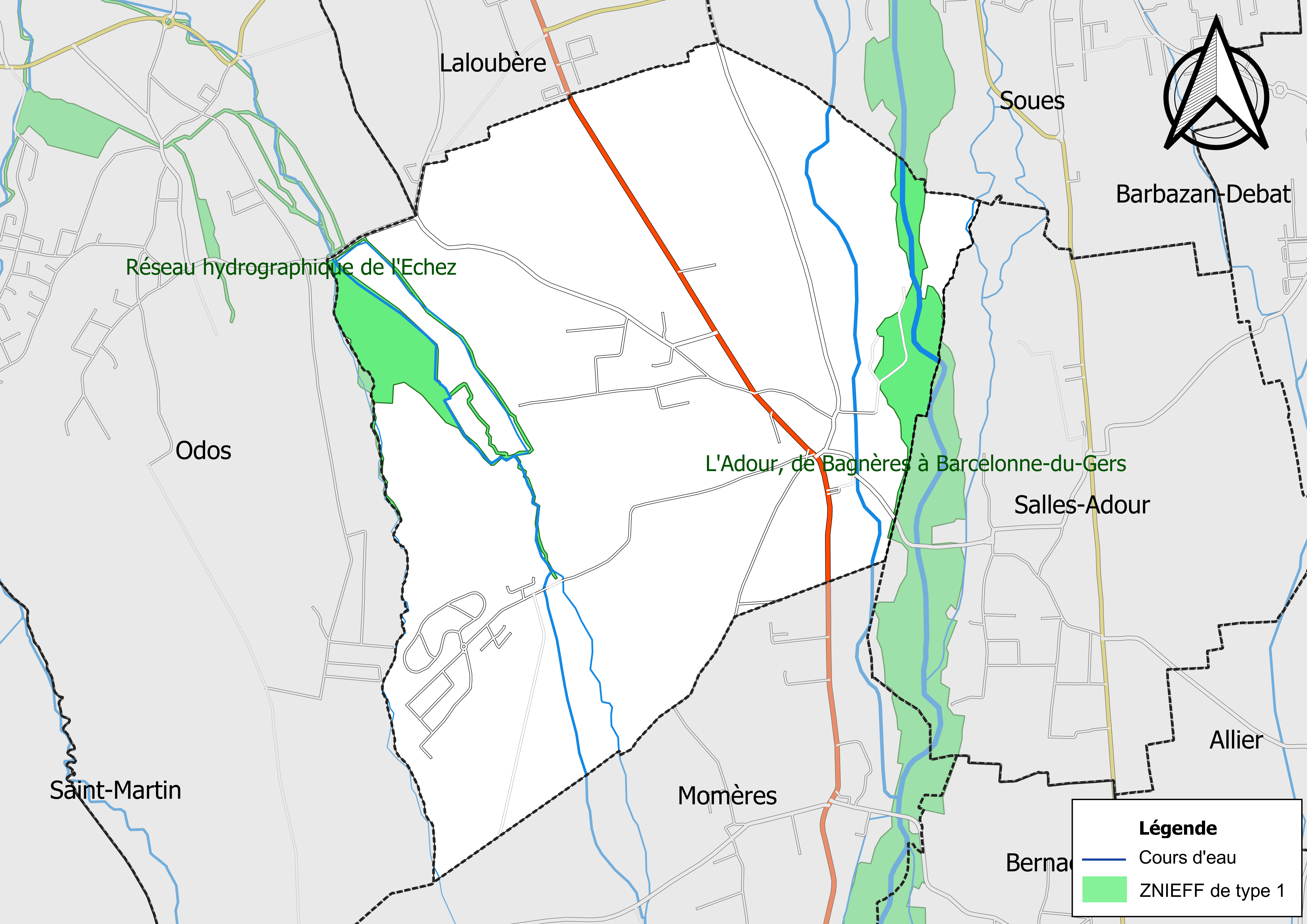
Carte des ZNIEFF de type 1 sur la commune.
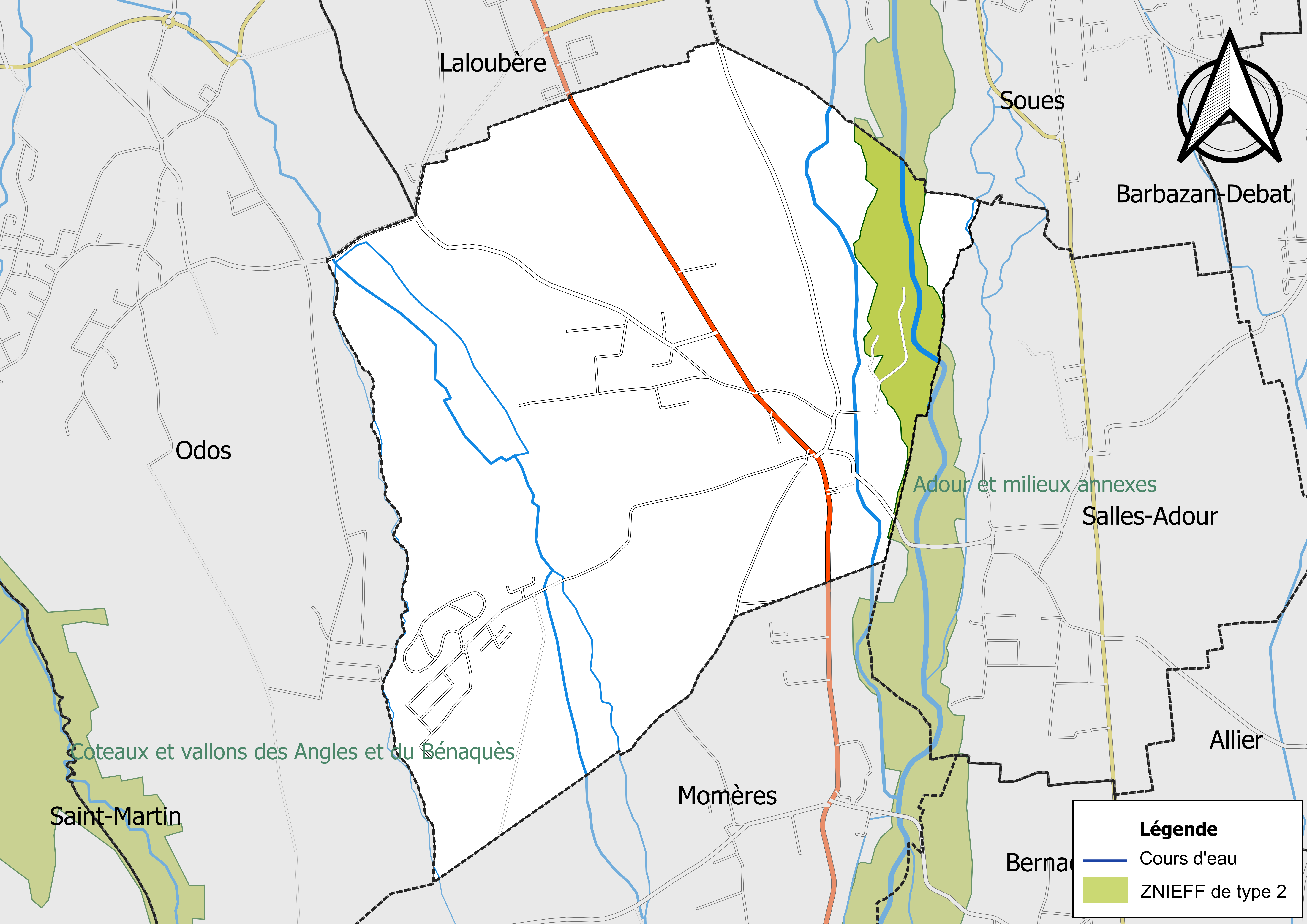
Carte de la ZNIEFF de type 2 sur la commune.

## Urbanisme

### Typologie
Au 1er janvier 2024, Horgues est catégorisée ceinture urbaine, selon la nouvelle grille communale de densité à sept niveaux définie par l'Insee en 2022.
Elle appartient à l'unité urbaine de Tarbes, une agglomération intra-départementale regroupant 15  communes, dont elle est une commune de la banlieue,,. Par ailleurs la commune fait partie de l'aire d'attraction de Tarbes, dont elle est une commune de la couronne,. Cette aire, qui regroupe 153 communes, est catégorisée dans les aires de 50 000 à moins de 200 000 habitants,.

### Occupation des sols
L'occupation des sols de la commune, telle qu'elle ressort de la base de données européenne d’occupation biophysique des sols Corine Land Cover (CLC), est marquée par l'importance des territoires agricoles (82,3 % en 2018), en diminution par rapport à 1990 (87,7 %). La répartition détaillée en 2018 est la suivante : 
zones agricoles hétérogènes (40 %), prairies (28,1 %), zones urbanisées (17,7 %), terres arables (14,1 %).
L'IGN met par ailleurs à disposition un outil en ligne permettant de comparer l’évolution dans le temps de l’occupation des sols de la commune (ou de territoires à des échelles différentes). Plusieurs époques sont accessibles sous forme de cartes ou photos aériennes : la carte de Cassini (XVIIIe siècle), la carte d'état-major (1820-1866) et la période actuelle (1950 à aujourd'hui).

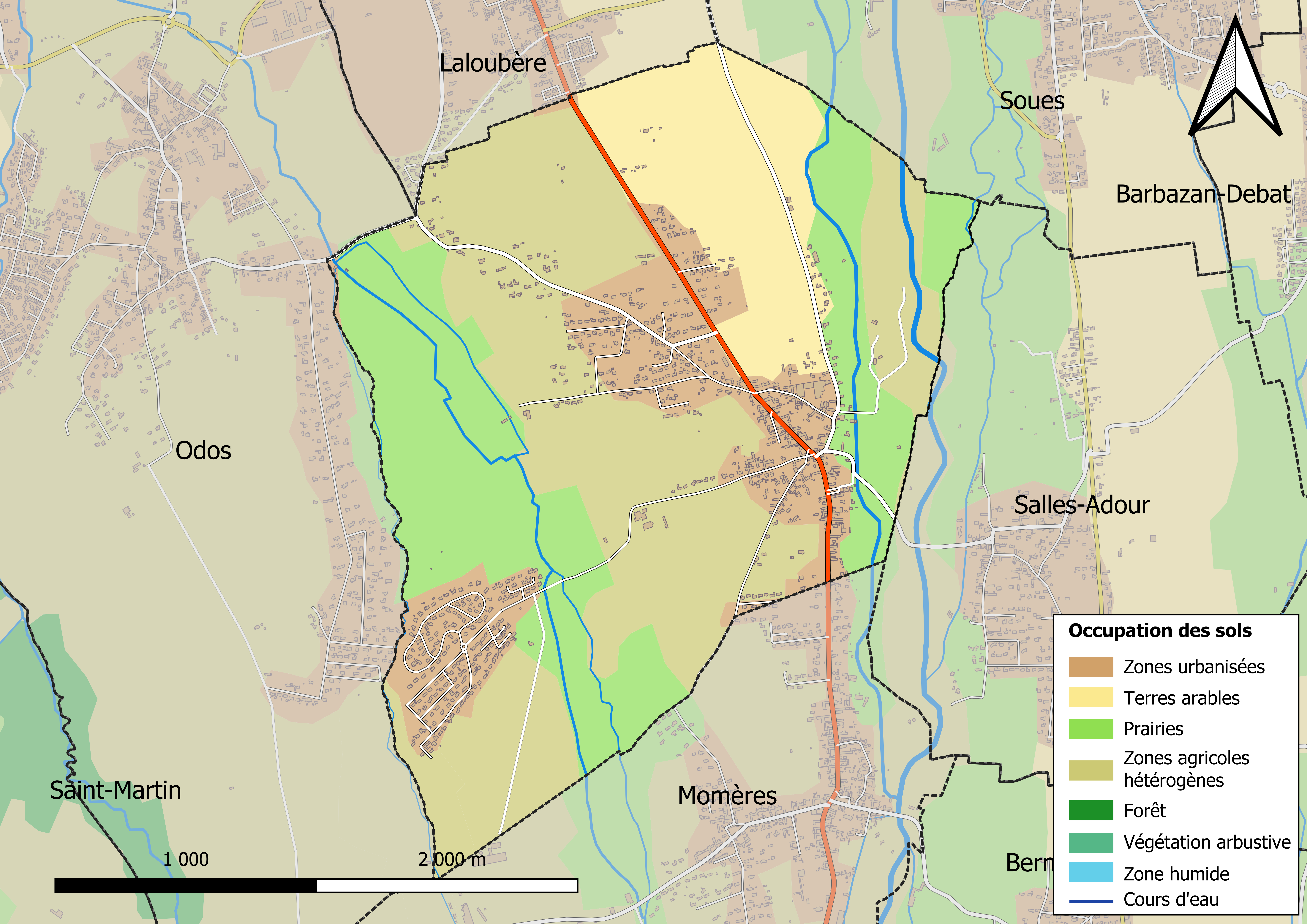
Carte des infrastructures et de l'occupation des sols en 2018 (CLC) de la commune.
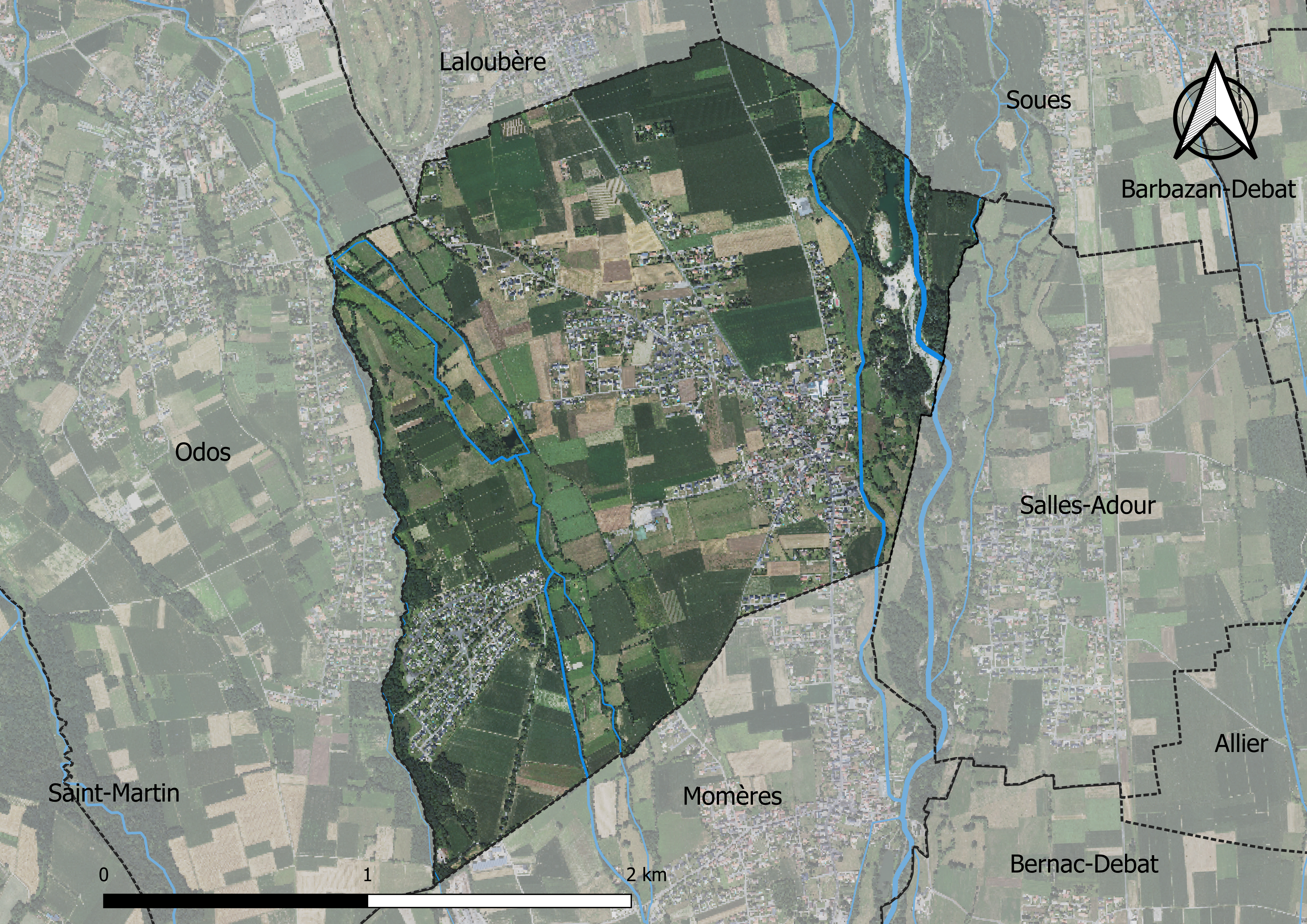
Carte orthophotogrammétrique de la commune.

### Logement
En 2012, le nombre total de logements dans la commune est de 478.

Parmi ces logements, 92,2 % sont des résidences principales, 1,3 % des résidences secondaires et 6,4 % des logements vacants.
En 2018, le nombre total de logements avoisine les 550.

### Risques naturels et technologiques

Rues du village.
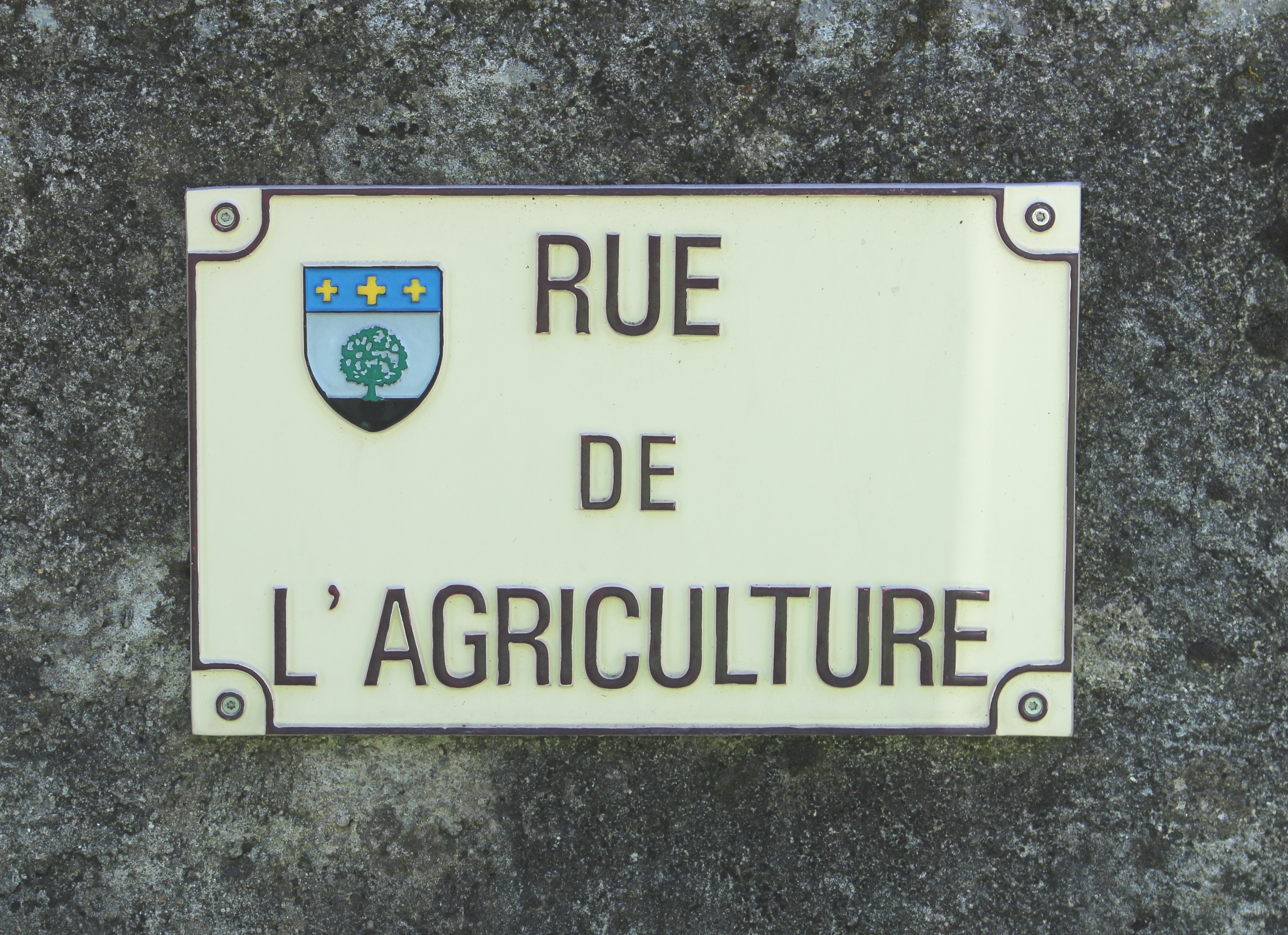
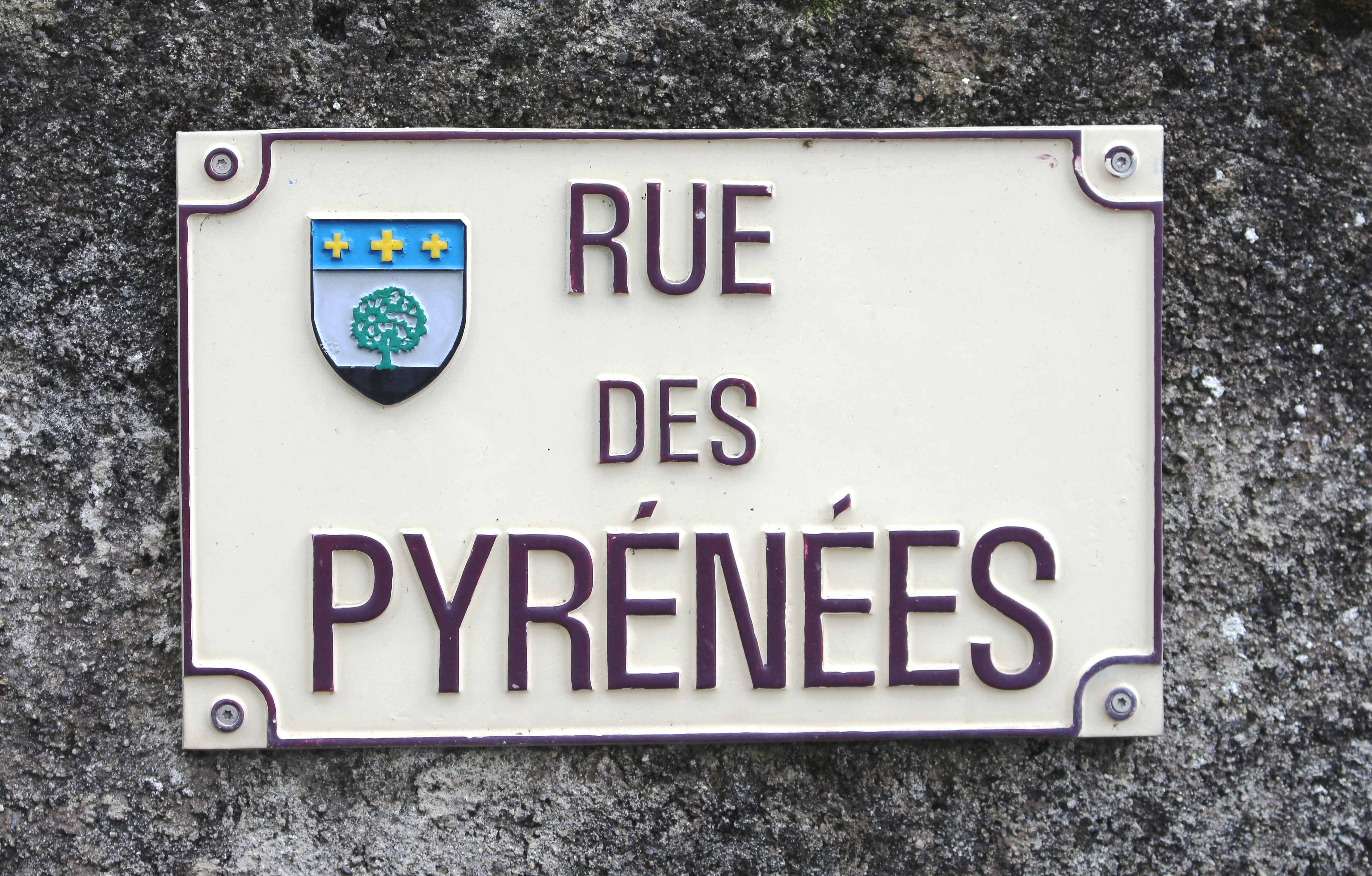

### Voies de communication et transports
Cette commune est desservie par la route départementale D 935 et par la route départementale D 15.

## Toponymie

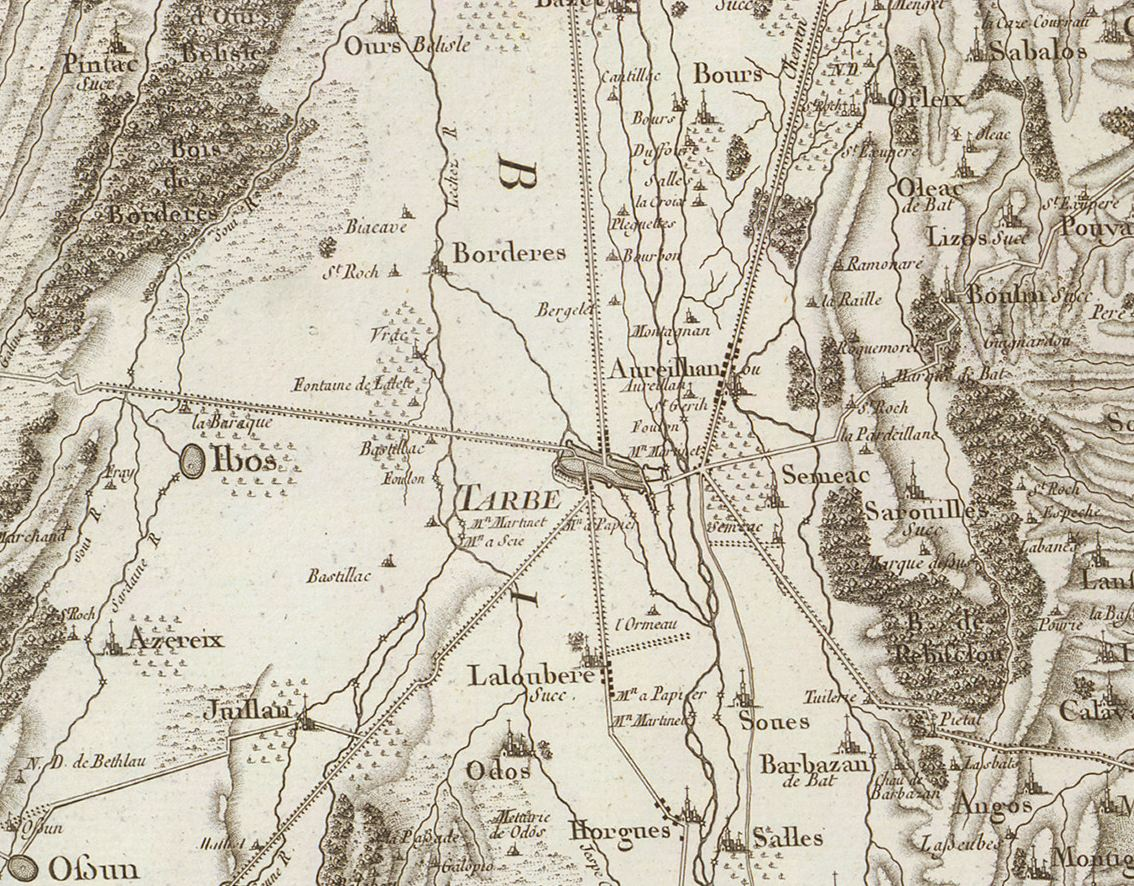
Extrait de la carte de Cassini (entre 1756 et 1789) situant Horgues au sud de Tarbes.

On trouvera les principales informations dans le Dictionnaire toponymique des communes des Hautes-Pyrénées de Michel Grosclaude et Jean-François Le Nail qui rapporte les dénominations historiques du village :
Dénominations historiques :
- de Faurgues (v. 1140, livre vert de  Bénac) ;
- De Forgas (XIIe siècle, cartulaire de Bigorre) ;
- Forguas, Forgas, Forgues (1274, livre vert de Bénac) ;
- Forgue (1285, montre Bigorre) ;
- Forgas (1313, Debita regi Navarre ; 1397, livre vert de Bénac) ;
- De Forgis, latin (1313 Debita regi Navarre ; 1342, pouillé de Tarbes ; 1379, procuration Tarbes ; etc.) ;
- Forgues (1397, livre vert Bénac) ;
- Forgues (1429, censier de Bigorre) ;
- Forgues (1614, Guillaume Mauran) ;
- Horgues (fin XVIIIe siècle, carte de Cassini).

Étymologie : du gascon hòrgas (= forges), lui-même du latin fabricas.
Nom occitan : Hòrgas.

## Histoire

### Cadastre napoléonien de Horgues
Le plan cadastral napoléonien de Horgues est consultable sur le site des archives départementales des Hautes-Pyrénées.

## Politique et administration

### Liste des maires

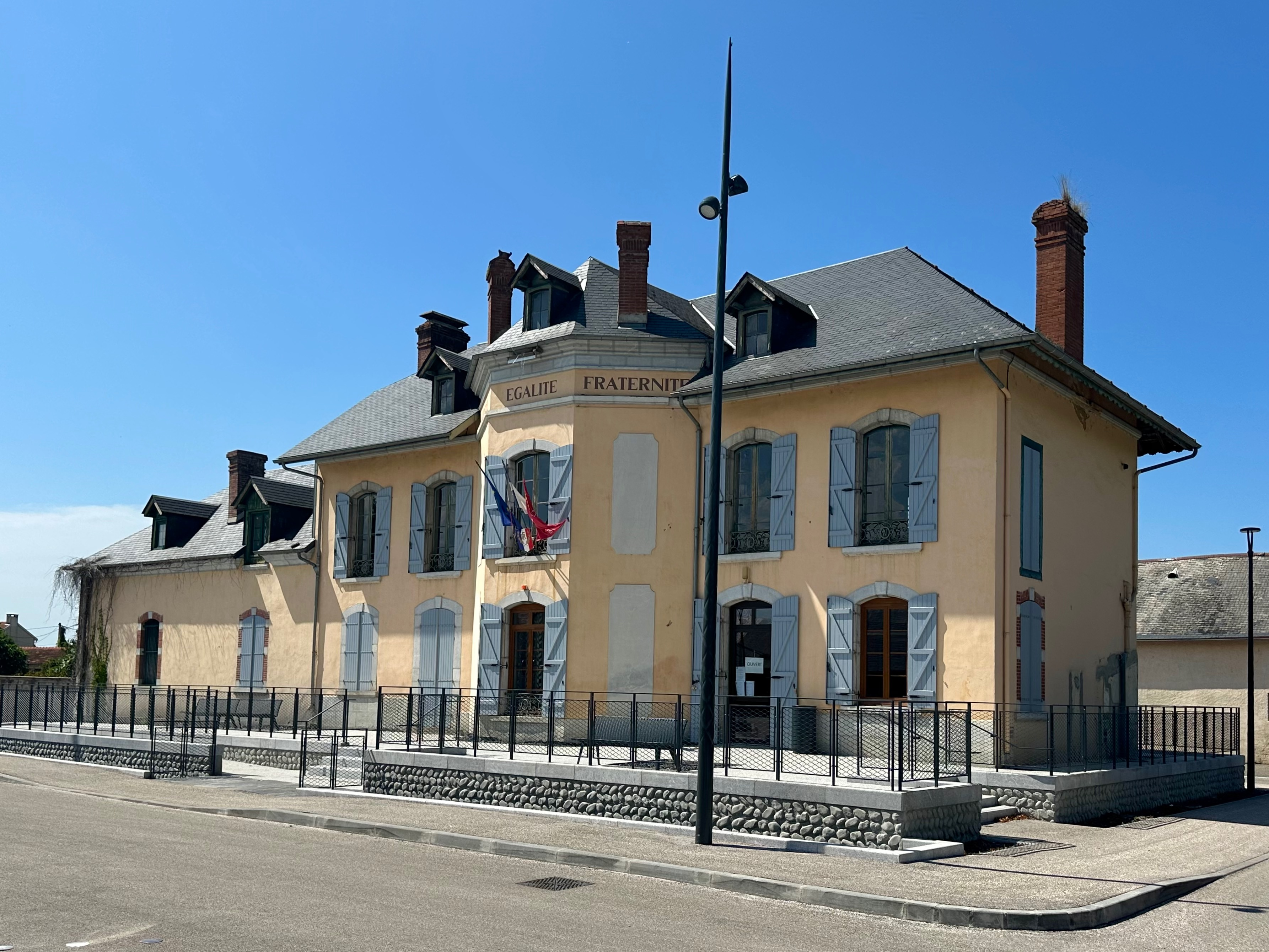
La mairie en 2023.

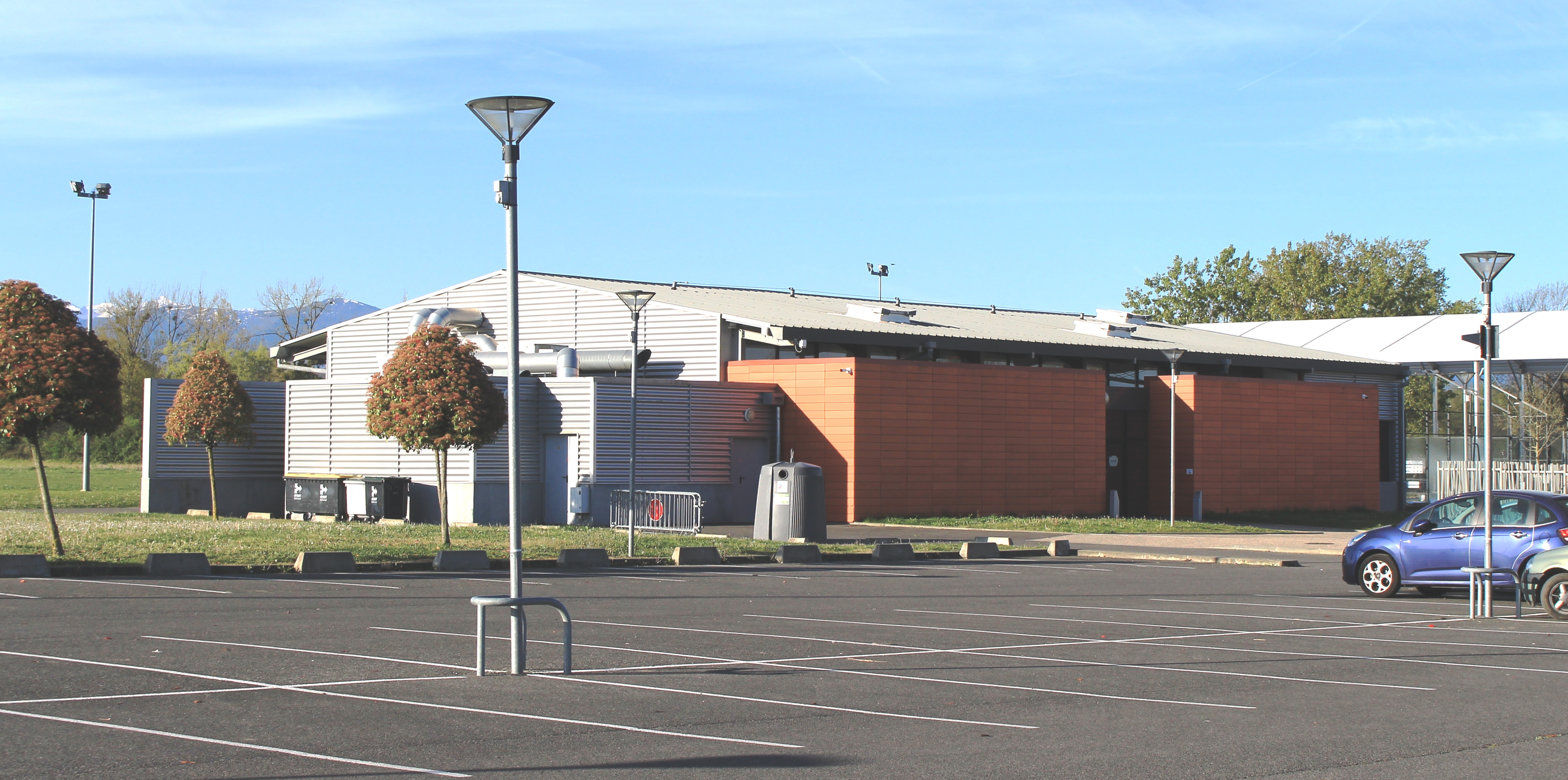
Le foyer rural en 2021.

| Période                                  | Période                                                         | Identité            | Étiquette   | Qualité |
| ---------------------------------------- | --------------------------------------------------------------- | ------------------- | ----------- | ------- |
| Les données manquantes sont à compléter. |                                                                 |                     |             |         |
|                                          |                                                                 |                     |             |         |
| mars 1977                                | 1994                                                            | Jean Schoen         | SE          |         |
| 1994                                     | mars 2008                                                       | Jean Dubarry        | PRG         |         |
| mars 2008                                | En cours (au 04 juin 2020 Conseiller départemental depuis 2021) | Jean-Michel Ségneré | UMP puis LR |         |

### Rattachements administratifs et électoraux

#### Historique administratif
Pays et sénéchaussée de Bigorre, quarteron de Tarbes, canton de Tarbes (1790), Tarbes-Sud (1801), de Séméac (1973), de Laloubère (1982).

#### Intercommunalité
Horgues appartient à la communauté de communes Gespe Adour Alaric créée en décembre 2004 et qui réunit huit communes.
À compter de 2012, la commune de Montignac intègre le périmètre de la communauté, portant ainsi à neuf communes réunies.
Horgues appartient à la Communauté d'agglomération Tarbes-Lourdes-Pyrénées créée en janvier 2017 et qui réunit 86 communes.

## Population et société

### Démographie

#### Évolution démographique
| 1793 | 1800 | 1806 | 1821 | 1831 | 1836 | 1841 | 1846 | 1851 |
| ---- | ---- | ---- | ---- | ---- | ---- | ---- | ---- | ---- |
| 311  | 268  | 373  | 436  | 462  | 497  | 474  | 517  | 523  |

| 1856 | 1861 | 1866 | 1876 | 1881 | 1886 | 1891 | 1896 | 1901 |
| ---- | ---- | ---- | ---- | ---- | ---- | ---- | ---- | ---- |
| 529  | 500  | 510  | 469  | 438  | 448  | 415  | 401  | 374  |

| 1906 | 1911 | 1921 | 1926 | 1931 | 1936 | 1946 | 1954 | 1962 |
| ---- | ---- | ---- | ---- | ---- | ---- | ---- | ---- | ---- |
| 379  | 366  | 354  | 338  | 313  | 302  | 319  | 344  | 379  |

| 1968 | 1975 | 1982 | 1990 | 1999 | 2005  | 2006  | 2010  | 2015  |
| ---- | ---- | ---- | ---- | ---- | ----- | ----- | ----- | ----- |
| 401  | 453  | 637  | 878  | 975  | 1 073 | 1 083 | 1 067 | 1 186 |

| 2020  | 2022  | - | - | - | - | - | - | - |
| ----- | ----- | - | - | - | - | - | - | - |
| 1 194 | 1 201 | - | - | - | - | - | - | - |

### Enseignement

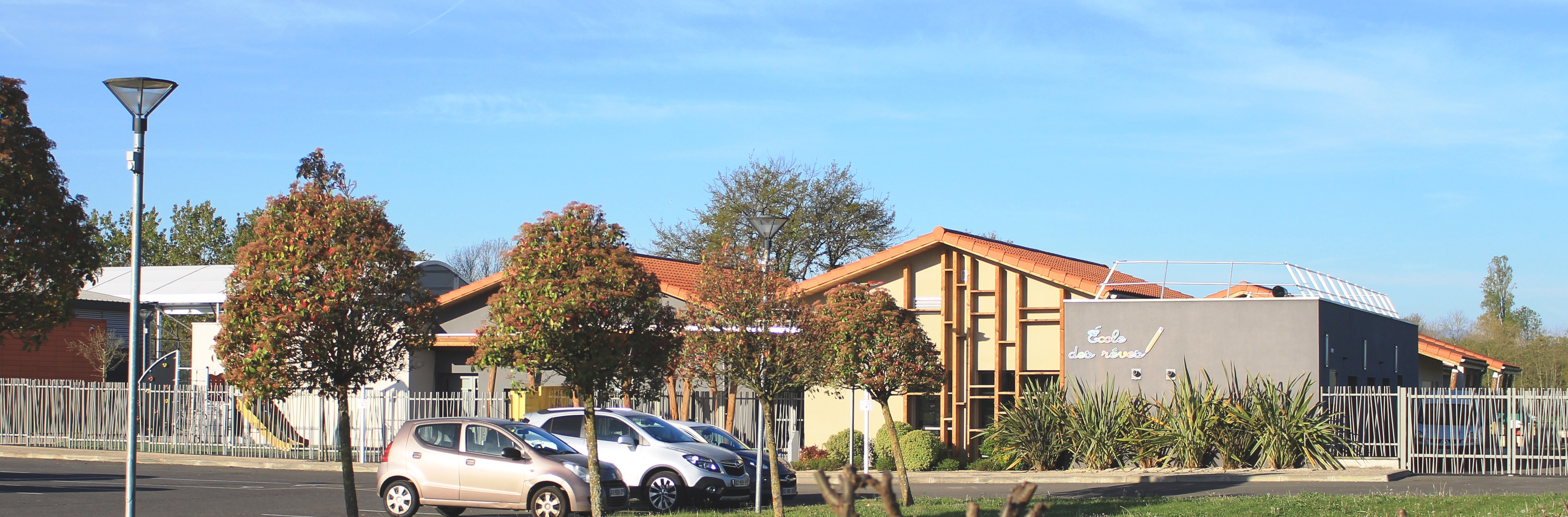
L’école maternelle et primaire de Horgues en 2021.

La commune dépend de l'académie de Toulouse. Elle dispose d’ écoles en 2017.
- École maternelle;
- École élémentaire;
- Restaurant scolaire ;
- Bibliothèque municipale « Libes E Lutz » ;
- Centre de Loisirs « Les Maynats » ;

### Sports

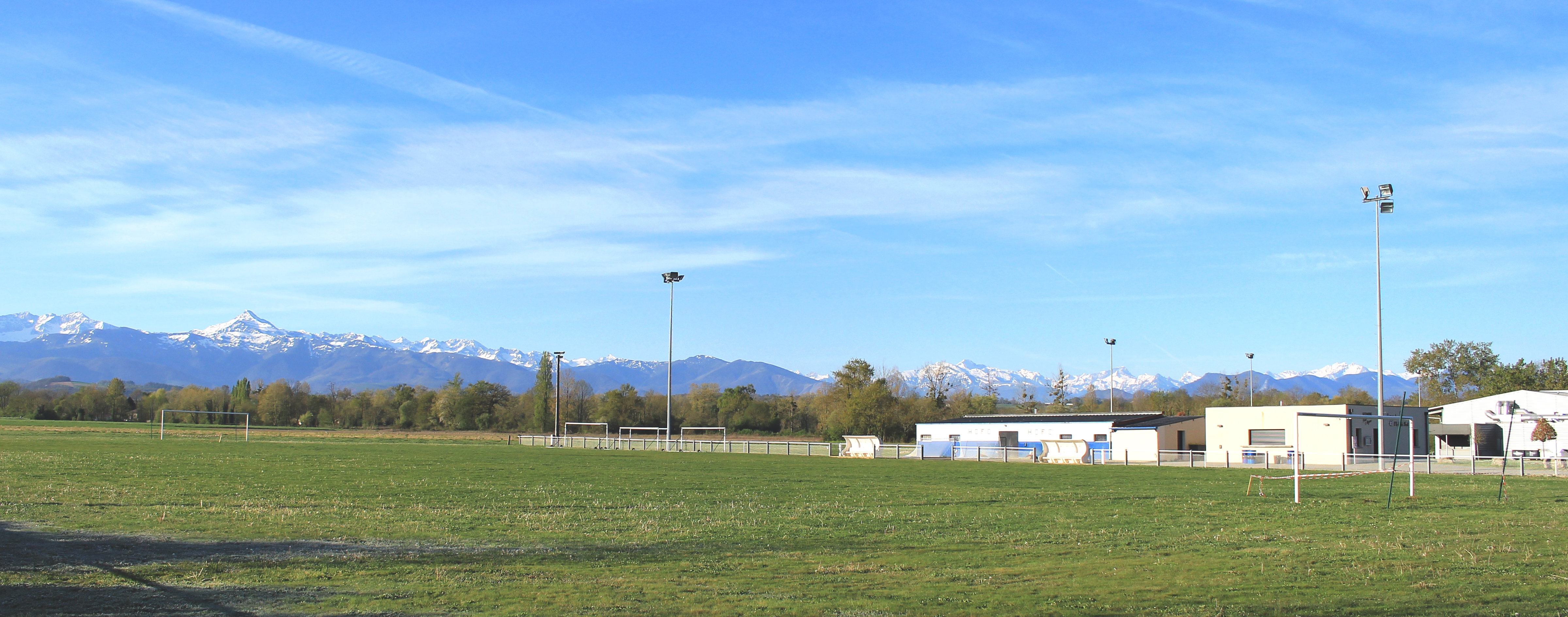
Le stade de football Paul-Mazoua en 2021.

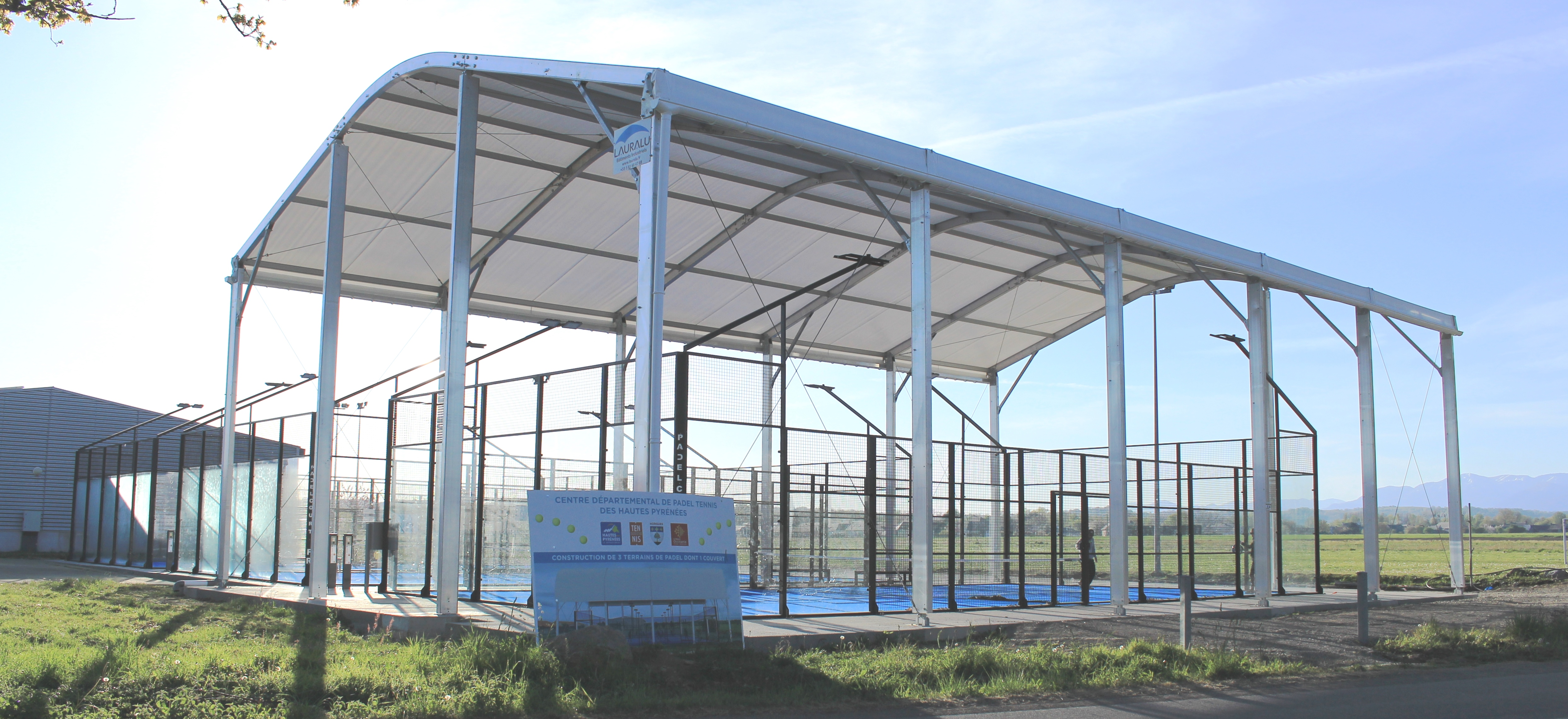
Court de padel-tennis en 2021.

- Horgues Football Club (HFC), situé au 23, rue de l'Agriculture.

Le Horgues Football Club a créé une entente avec le club voisin d'Odos sur les catégories de jeunes pour la saison 2012/2013 avant une fusion totale des deux clubs.
- City-stade (terrain de basket, hand-ball, ...)
- Stade Paul-Mazoua : le stade du HOFC (Horgues Odos Football Club) ;
- Terrain de basket ;
- Courts de padel ;

## Économie

### Revenus
En 2018, la commune compte 493 ménages fiscaux, regroupant 1 240 personnes. La médiane du revenu disponible par unité de consommation est de 25 400 € (20 420 € dans le département).

### Emploi
|                | 2008  | 2013  | 2018  |
| -------------- | ----- | ----- | ----- |
| Commune        | 5,3 % | 6,2 % | 7 %   |
| Département    | 7,7 % | 9,4 % | 9,8 % |
| France entière | 8,3 % | 10 %  | 10 %  |

En 2018, la population âgée de 15 à 64 ans s'élève à 678 personnes, parmi lesquelles on compte 74,3 % d'actifs (67,3 % ayant un emploi et 7 % de chômeurs) et 25,7 % d'inactifs,. Depuis 2008, le taux de chômage communal (au sens du recensement) des 15-64 ans est inférieur à celui de la France et du département.
La commune fait partie de la couronne de l'aire d'attraction de Tarbes, du fait qu'au moins 15 % des actifs travaillent dans le pôle,. Elle compte 92 emplois en 2018, contre 138 en 2013 et 146 en 2008. Le nombre d'actifs ayant un emploi résidant dans la commune est de 467, soit un indicateur de concentration d'emploi de 19,8 % et un taux d'activité parmi les 15 ans ou plus de 51,8 %.
Sur ces 467 actifs de 15 ans ou plus ayant un emploi, 38 travaillent dans la commune, soit 8 % des habitants. Pour se rendre au travail, 93,8 % des habitants utilisent un véhicule personnel ou de fonction à quatre roues, 1,1 % les transports en commun, 3,4 % s'y rendent en deux-roues, à vélo ou à pied et 1,7 % n'ont pas besoin de transport (travail au domicile).

### Communauté de communes et revenus
Horgues a rejoint la communauté de communes Gespe Adour Alaric par arrêté préfectoral du 3 décembre 2008.
Le revenu moyen par ménage a atteint 29 153 euros par an en 2006 qui place Horgues à la cinquième place sur l'ensemble des communes du département et à la première place sur l'ensemble des communes de l'agglomération tarbaise.

## Culture locale et patrimoine

### Lieux et monuments

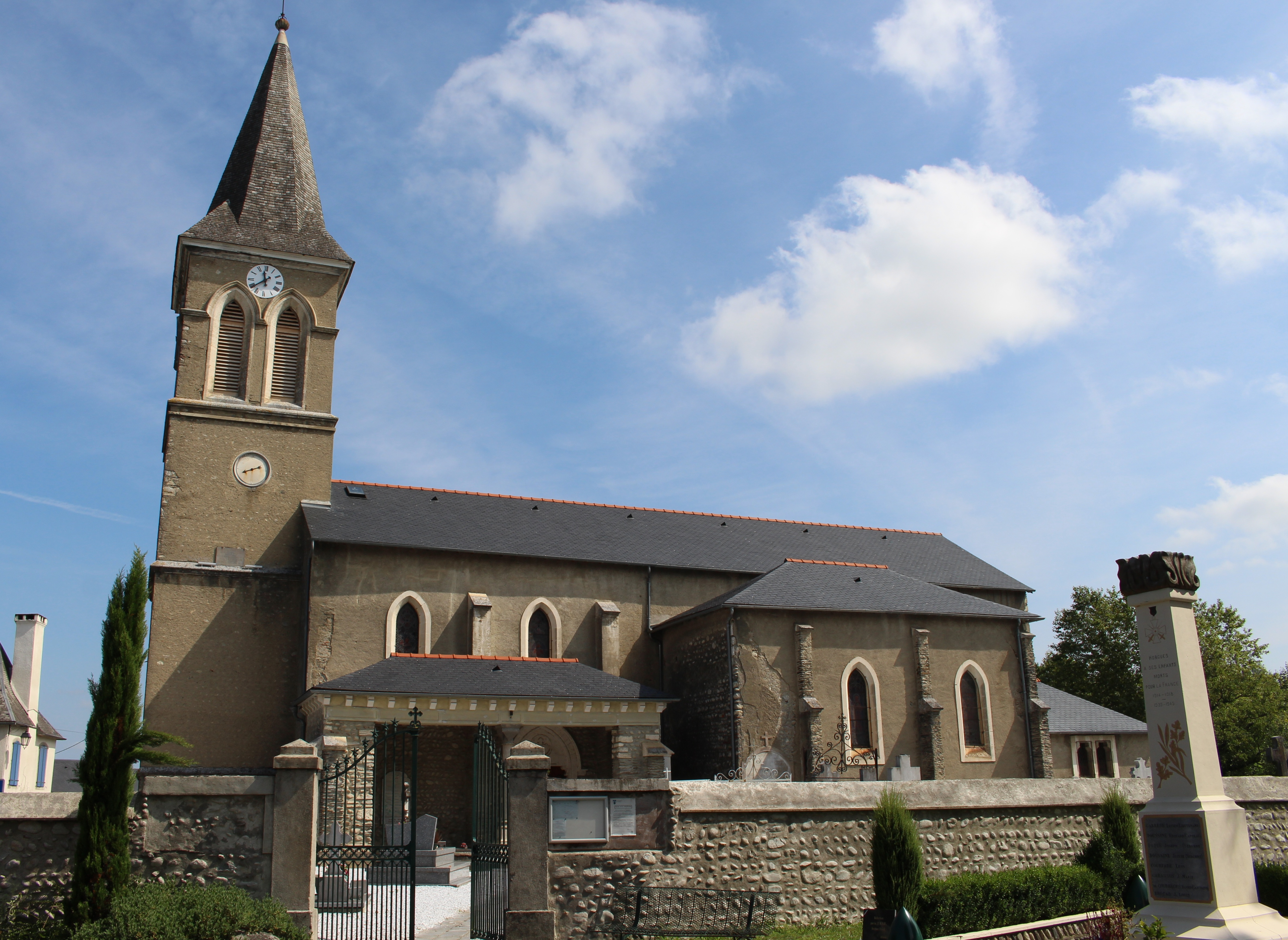
L'église Saint-Mauront en 2014.

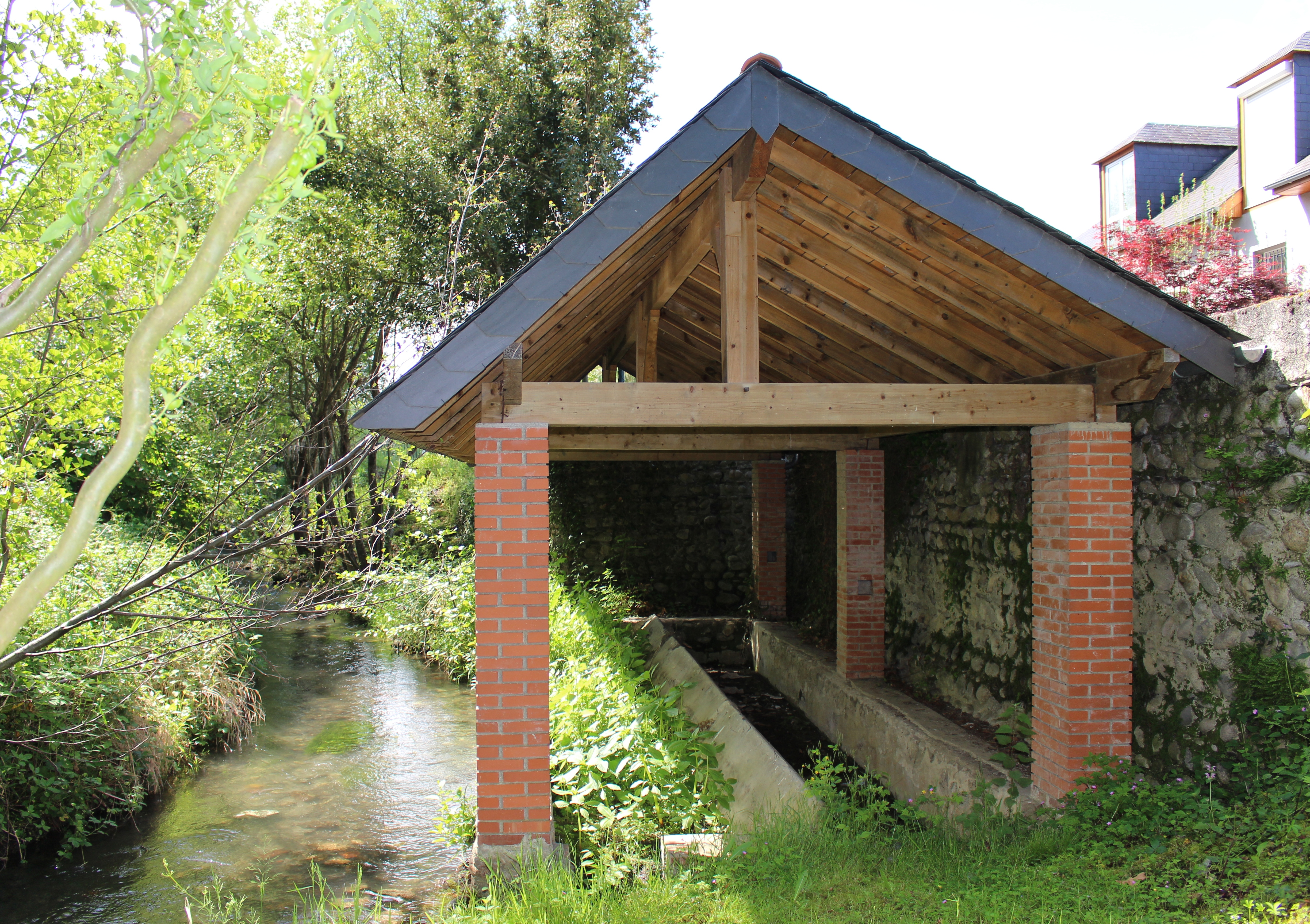
Le lavoir de Horgues.

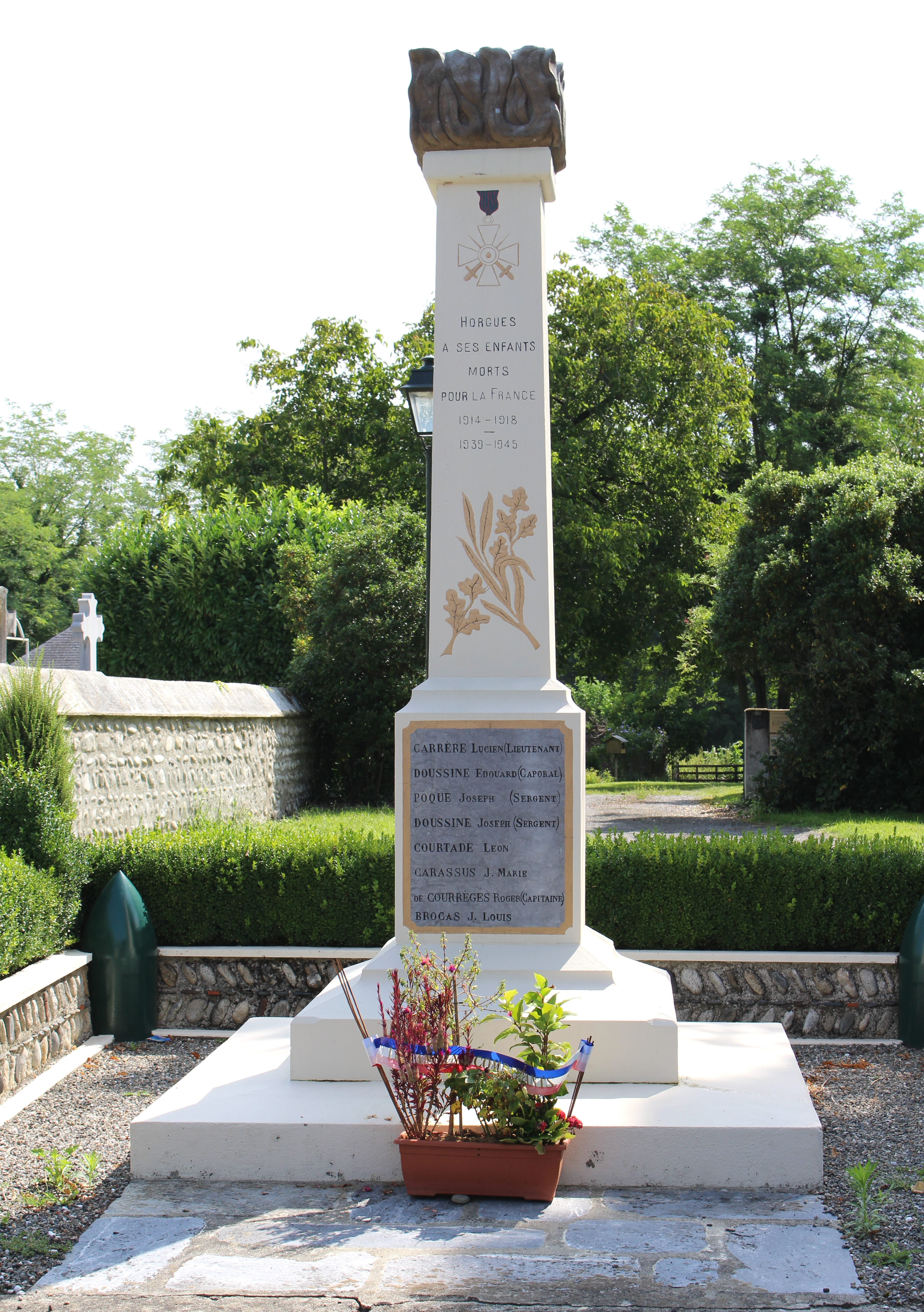
Le Monument aux morts municipal.

- Le château de Horgues : manoir médiéval à tours rondes, coiffées d'ardoise, remanié aux XVIIe et XVIIIe siècles; classé monument historique.
- Église Saint-Mauront de Horgues. Sur le panneau situé sur la façade de l'église on peut lire l'inscription : Construite en 1863

Maire : François BERRENS Fils, Adjoint : Jean CAZENAVE, exécuté par SANTANE, maçon (fait le 21 octobre 2022 - PF habitant)
- Lavoir.

### Personnalités liées à la commune
- Étienne Jean Guillaume Ducasse de Horgues : homme politique, natif de Horgues.

### Héraldique
| Blason | Blasonnement : Son blasonnement est : D'argent à un orme de sinople sur une terrasse de sable ; au chef d'azur chargé de trois croisettes d'or celle du milieu plus grande. |

#### Site de l'Insee
1. 1 2 3 4 5  Insee, « Métadonnées de la commune de Horgues ».
2. ↑  « La grille communale de densité », sur le site de l'Insee, 28 mai 2024 (consulté le 29 juin 2024).
3. ↑  « Unité urbaine 2020 de Tarbes », sur le site de l'Insee (consulté le 29 juin 2024).
4. ↑  « Liste des communes composant l'aire d'attraction de Tarbes », sur le site de l'Insee (consulté le 29 juin 2024).
5. ↑  Marie-Pierre de Bellefon, Pascal Eusebio, Jocelyn Forest, Olivier Pégaz-Blanc et Raymond Warnod (Insee), « En France, neuf personnes sur dix vivent dans l’aire d’attraction d’une ville », sur le site de l'Insee, 21 octobre 2020 (consulté le 29 juin 2024).
6. ↑  Insee : Rapport statistique communal pour la commune de Horgues
7. ↑  « REV T1 - Ménages fiscaux de l'année 2018 à Horgues » (consulté le 17 février 2022).
8. ↑  « REV T1 - Ménages fiscaux de l'année 2018 dans les Hautes-Pyrénées » (consulté le 17 février 2022).
9. 1 2  « Emp T1 - Population de 15 à 64 ans par type d'activité en 2018 à Horgues » (consulté le 17 février 2022).
10. ↑  « Emp T1 - Population de 15 à 64 ans par type d'activité en 2018 dans les Hautes-Pyrénées » (consulté le 17 février 2022).
11. ↑  « Emp T1 - Population de 15 à 64 ans par type d'activité en 2018 dans la France entière » (consulté le 17 février 2022).
12. ↑  « Base des aires d'attraction des villes 2020 », sur site de l'Insee (consulté le 10 avril 2021).
13. ↑  « Emp T5 - Emploi et activité en 2018 à Horgues » (consulté le 17 février 2022).
14. ↑  « ACT T4 - Lieu de travail des actifs de 15 ans ou plus ayant un emploi qui résident dans la commune en 2018 » (consulté le 17 février 2022).
15. ↑  « ACT G2 - Part des moyens de transport utilisés pour se rendre au travail en 2018 » (consulté le 17 février 2022).

#### Autres sources
1. ↑  Stephan Georg, « Distance entre Horgues et Tarbes », sur fr.distance.to (consulté le 18 août 2021).
2. ↑  
Stephan Georg, « Distance entre Horgues et Barbazan-Debat », sur fr.distance.to (consulté le 18 août 2021).
3. ↑  « Communes les plus proches de Horgues », sur villorama.com (consulté le 18 août 2021).
4. ↑  Frédéric Zégierman, Le guide des pays de France - Sud, Paris, Fayard, avril 1999 (ISBN 2-213-59961-0), p. 287-289.
5. ↑  Carte IGN sous Géoportail
6. ↑  « Le réseau hydrographique du bassin Adour-Garonne. » [PDF], sur draaf.occitanie.agriculture.gouv.fr (consulté le 3 novembre 2021).
7. ↑  « Fiche communale de Horgues », sur le système d'information pour la gestion des eaux souterraines en Occitanie (consulté le 3 novembre 2021).
8. ↑  Sandre, « l'Adour »
9. ↑  
« Climatologie mensuelle à Tarbes », sur le site de l'association InfoClimat (consulté le 25 septembre 2016).
10. ↑  « Les espaces protégés. », sur le site de l'INPN (consulté le 10 mai 2022).
11. ↑  « Liste des espaces protégés sur la commune », sur le site de l'inventaire national du patrimoine naturel (consulté le 27 août 2021).
12. ↑  « Parc national des Pyrénées - fiche descriptive », sur le site de l'inventaire national du patrimoine naturel (consulté le 27 août 2021).
13. ↑  « - fiche descriptive », sur le site de l'inventaire national du patrimoine naturel (consulté le 27 août 2021).
14. ↑  Réseau européen Natura 2000, Ministère de la transition écologique et solidaire
15. ↑  « Liste des zones Natura 2000 de la commune de Horgues », sur le site de l'Inventaire national du patrimoine naturel (consulté le 27 août 2021).
16. ↑  « site Natura 2000 FR7300889 - fiche descriptive », sur le site de l'inventaire national du patrimoine naturel (consulté le 27 août 2021).
17. 1 2  « Liste des ZNIEFF de la commune de Horgues », sur le site de l'Inventaire national du patrimoine naturel (consulté le 27 août 2021).
18. ↑  « ZNIEFF « l'Adour, de Bagnères à Barcelonne-du-Gers » - fiche descriptive », sur le site de l'inventaire national du patrimoine naturel (consulté le 27 août 2021).
19. ↑  « ZNIEFF le « réseau hydrographique de l'Échez » - fiche descriptive », sur le site de l'inventaire national du patrimoine naturel (consulté le 27 août 2021).
20. ↑  « ZNIEFF l'« Adour et milieux annexes » - fiche descriptive », sur le site de l'inventaire national du patrimoine naturel (consulté le 27 août 2021).
21. ↑  « CORINE Land Cover (CLC) - Répartition des superficies en 15 postes d'occupation des sols (métropole). », sur le site des données et études statistiques du ministère de la Transition écologique. (consulté le 15 avril 2021).
22. ↑  Michel Grosclaude et Jean-Francois Le Nail, intégrant les travaux de Jacques Boisgontier, Dictionnaire toponymique des communes des Hautes-Pyrénées, Tarbes, Conseil Général des Hautes-Pyrénées, 2000, 348 p. (ISBN 2-9514810-1-2, BNF 37213307)..
23. ↑  Archives départementales des Hautes-Pyrénées : Plan cadastral de Horgues en 1819
24. ↑  Ministère de l'Intérieur - Hautes-Pyrénées (Occitanie), « Résultats de l'élection présidentielle de 2012 à Horgues » (consulté le 25 juin 2018).
25. ↑  Ministère de l'Intérieur - Hautes-Pyrénées (Occitanie), « Résultats de l'élection présidentielle de 2017 à Horgues » (consulté le 20 juin 2018).
26. ↑  V.P., « Horgues. Conseil municipal installé », La Dépêche du Midi,‎ 4 juin 2020 (lire en ligne).
27. ↑  Archives départementales des Hautes-Pyrénées
28. ↑  « Liste des juridictions compétentes pour Horgues », sur le site du ministère de la Justice (consulté le 17 décembre 2015)
29. ↑  L'organisation du recensement, sur insee.fr.
30. ↑  Calendrier départemental des recensements, sur insee.fr.
31. ↑  Des villages de Cassini aux communes d'aujourd'hui sur le site de l'École des hautes études en sciences sociales.
32. ↑  Fiches Insee - Populations de référence de la commune pour les années 2006, 2007, 2008, 2009, 2010, 2011, 2012, 2013, 2014, 2015, 2016, 2017, 2018, 2019, 2020, 2021 et 2022.
33. ↑  « Annuaire : Résultats de recherche »(Archive.org • Wikiwix • Archive.is • Google • Que faire ?), sur le site du ministère de l'Éducation nationale (consulté le 28 juin 2017).
34. ↑  Cette description est tirée du site Passion Bigorre sur lequel vous pourrez voir la représentation de ce blason.